# IC 4112
IC 4112 је појединачна звијезда у сазвјежђу Ловачки пси која се налази на листи објеката дубоког неба у Индекс каталогу.
Деклинација објекта је + 37° 12' 42" а ректасцензија 13h 2m 45,5s.